# Horst Denkler
Horst Denkler (geboren 18. September 1935 in Thale) ist ein deutscher Germanist.    

## Leben
Horst Denkler studierte Germanistik, Geschichte und Philosophie in Berlin und Münster, wo er 1963 promoviert wurde. Er war ab 1964 als wissenschaftlicher Assistent an der Universität Frankfurt am Main und ab 1965 an der Universität Mannheim beschäftigt, 1968 ging er an die University of Massachusetts Amherst und war dort von 1970 bis 1973 Professor of German. 1973 wurde er als Professor für Neuere deutsche Literatur an die Freie Universität Berlin berufen, wo er bis zu seiner Emeritierung im Jahr 2000 lehrte und forschte. Danach ging er noch für zwei Jahre nach Polen an die Universität Opole, wo er 2002 die Verdienstmedaille der Universität erhielt.
Denkler arbeitete zu den Literaturepochen und -stilen seit dem Vormärz: dem Realismus, Expressionismus, zu den 1920er Jahren, der Literatur in der Zeit des Nationalsozialismus bis in die Nachkriegszeit und die Gegenwartsliteratur. Er gab Werke von Autoren des 19. und 20. Jahrhunderts neu heraus, anfänglich gemeinsam mit Irmgard Denkler. Seine Studien zu Wilhelm Raabe wurden im Rahmen einer Antisemitismusdebatte kontrovers diskutiert.
Denklers Kindheit war vom angepassten Leben in der Zeit des Nationalsozialismus geprägt, seine Jugend von der deutschen Vergangenheitsbewältigung der Nachkriegszeit. 1976 gab er sich davon absetzend zusammen mit Karl Prümm in kritischer und polemischer Absicht den Sammelband Die deutsche Literatur im Dritten Reich heraus. Seither versuchte er literarische Traditionszusammenhänge zwischen dem Expressionismus der Weimarer Zeit und der Literatur der Nachkriegszeit zu erforschen, was bei der dafür notwendigen umfassenden Lektüre von NS-Literaten und der Literaten der inneren Emigration für ihn mit „Frustration, Überdruß und Unbehagen“ verbunden war, im Ergebnis aber zu einigen Differenzierungen bei der im Fokus stehenden „deutschen verlorenen Generation“ führte.
Aus dem Lehrstuhl von Horst Denkler sind auch bekannte Wissenschaftler und Persönlichkeiten hervorgegangen, so der Berliner Professor, Verleger und Kulturmanager Klaus Siebenhaar.

## Schriften, Herausgeberschaften (Auswahl)
- Drama des Expressionismus. Programm – Spieltext – Theater. Fink, München 1967, (2., verbesserte und erweiterte Auflage. ebenda 1979, ISBN 3-7705-1763-6; zugleich: Münster, Universität, Dissertation, 1963: Das Drama des Expressionismus im Zusammenhang mit den expressionistischen Programmen und Theaterformen.).
- Georg Kaiser. Die Bürger von Calais. Drama und Dramaturgie. Oldenbourg, München 1967.
- als Herausgeber: Einakter und kleine Dramen des Expressionismus (= Reclams Universal-Bibliothek. 8562–8564). Reclam, Stuttgart 1968, (In italienischer Sprache: Il Teatro dell'espressionismo. Atti unici e drammi brevi. de Donato, Bari 1973).
- Walter Hasenclever (1890–1940). In: Rheinische Lebensbilder. Bd. 4, 1970, ISSN 0080-2670, S. 251–272.
- als Herausgeber: Gedichte der „Menschheitsdämmerung“. Interpretationen expressionistischer Lyrik. Fink, München 1971.
- als Herausgeber: Der deutsche Michel. Revolutionskomödien der Achtundvierziger (= Reclams Universal-Bibliothek. 9300–9305). Reclam, Stuttgart 1971, ISBN 3-15-009300-7.
- als Herausgeber: Alfred Brust: Dramen. 1917–1924. Fink, München 1971.
- Restauration und Revolution. Politische Tendenzen im deutschen Drama zwischen Wiener Kongreß und Märzrevolution. Fink, München 1973.
- als Herausgeber mit Volker Meid: Ernst Elias Niebergall: Datterich. Des Burschen Heimkehr, oder der tolle Hund (= Reclams Universal-Bibliothek. 9776). Reclam, Stuttgart 1975, ISBN 3-15-009776-2.
- als Herausgeber mit Sigrid Bauschinger und Wilfried Malsch: Amerika in der deutschen Literatur. Neue Welt, Nordamerika, USA. Reclam, Stuttgart 1975, ISBN 3-15-010253-7.
- als Herausgeber mit Karl Prümm: Die deutsche Literatur im Dritten Reich. Themen – Traditionen – Wirkungen. Reclam, Stuttgart 1976, ISBN 3-15-010260-X.
- als Herausgeber mit Claus Kittsteiner: Berliner Straßenecken-Literatur 1848/49. Humoristisch-satirische Flugschriften aus der Revolutionszeit (= Reclams Universal-Bibliothek. 9856). Reclam, Stuttgart 1977, ISBN 3-15-009856-4.
- als Herausgeber mit Irmgard Denkler: August von Platen: Die verhängnißvolle Gabel. Der romantische Oedipus (= Reclams Universal-Bibliothek. 118). Neudruck der Erstausgabe. Reclam, Stuttgart 1979, ISBN 3-15-000118-8.
- als Herausgeber: Romane und Erzählungen des bürgerlichen Realismus. Neue Interpretationen. Reclam, Stuttgart 1980, ISBN 3-15-010292-8.
- (MH): Wilhelm Raabe: Pfisters Mühle. 1980
- als Herausgeber mit Bernd Balzer, Wilhelm Große und Ingrid Heinrich-Jost: Adolf Glaßbrenner: Unterrichtung der Nation. Ausgewählte Werke und Briefe in drei Bänden (= Ilv-Leske-Republik. 10–12). Informationspresse, Köln 1981.
- als Herausgeber mit Irmgard Denkler: Adolf Streckfuß: 1848. Die März-Revolution in Berlin. Ein Augenzeuge erzählt (= Ilv-Leske-Republik. 14). Leske, Köln 1983, ISBN 3-921490-24-3.
- mit Bernd Balzer, Hartmut Eggert, Günther Höltz: Die deutschsprachige Literatur in der Bundesrepublik Deutschland. Vorgeschichte und Entwicklungstendenzen. Iudicium-Verlag, München 1988, ISBN 3-89129-210-4.
- als Herausgeber mit Hans Otto Horch: Conditio Judaica. Judentum, Antisemitismus und deutschsprachige Literatur. 3 Bände. Niemeyer, Tübingen 1988–1989–1993.
- Neues über Wilhelm Raabe. Zehn Annäherungsversuche an einen verkannten Schriftsteller (= Untersuchungen zur deutschen Literaturgeschichte. 46). Niemeyer, Tübingen 1988, ISBN 3-484-32046-X.
- Wilhelm Raabe. Legende – Leben – Literatur. Niemeyer, Tübingen 1989, ISBN 3-484-10651-4.
- als Herausgeber mit Walter Delabar und Erhard Schütz: Spielräume des einzelnen. Deutsche Literatur in der Weimarer Republik und im Dritten Reich. Weidler, Berlin 1999, ISBN 3-89693-141-5.
- als Herausgeber mit Carsten Würmann: „Alles=gewendet!“ Zu Arno Schmidts „Die Schule der Atheisten“. Aisthesis, Bielefeld 2000, ISBN 3-89528-278-2.
- Was war und was bleibt? Zur deutschen Literatur im Dritten Reich. Neuere Aufsätze (= Oppelner Beiträge zur Germanistik. Band 7). Lang, Frankfurt am Main u. a. 2004, ISBN 3-631-51894-3.
- Werkruinen, Lebenstrümmer. Literarische Spuren der „verlorenen Generation“ des Dritten Reiches (= Untersuchungen zur deutschen Literaturgeschichte. 127). Niemeyer, Tübingen 2006, ISBN 3-484-32127-X.